# Segunda Declaração de Direitos
 
A Segunda Declaração de Direitos ou Declaração de Direitos Económicos foi proposta pelo presidente dos Estados Unidos, Franklin D. Roosevelt, durante o seu discurso sobre o Estado da União na terça-feira, 11 de janeiro de 1944. Roosevelt sugeriu que a nação deveria implementar uma "Segunda Declaração de Direitos ". Roosevelt argumentou que os "direitos políticos" garantidos pela Constituição e pela Declaração de Direitos "mostraram-se inadequados para nos assegurar a igualdade na busca da felicidade ". A sua solução foi declarar uma "carta de direitos económicos" para garantir estes direitos específicos:
- Emprego ( direito ao trabalho )
- Uma renda adequada para alimentação, abrigo e recreação
- Direitos dos agricultores a um rendimento justo
- Liberdade de concorrência desleal e monopólios
- Moradia digna
- Cuidados médicos adequados
- Segurança Social
- Educação

Estes direitos passaram a ser conhecidos como direitos económicos ; embora não estivessem consagrados na constituição, a esperança de defender a política era que fosse "codificada e garantida pela lei federal". Roosevelt afirmou que ter tais direitos garantiria a segurança americana e que o lugar dos Estados Unidos no mundo dependia de até que ponto esses direitos seriam colocados em prática. Esta segurança foi descrita como um estado de bem-estar físico, bem como "segurança económica, segurança social e segurança moral" pelo jurista norte-americano Cass Sunstein .  Roosevelt seguiu uma agenda legislativa para promulgar sua segunda declaração de direitos emprestando pessoal do Poder Executivo para comissões importantes do Senado. Essa tática, efetivamente uma mistura de poderes, produziu resultados mistos e gerou uma reação do Congresso que resultou na aprovação da Lei de Reorganização Legislativa de 1946 . Esta lei forneceu financiamento ao Congresso para estabelecer o seu próprio pessoal para as comissões.

## Contexto
No período que antecedeu a Segunda Guerra Mundial, os Estados Unidos sofreram com a Grande Depressão após a crise de Wall Street em 1929. A eleição de Roosevelt no final de 1932 foi baseada no compromisso de reformar a economia e a sociedade por meio de um programa " New Deal ". A primeira indicação de um comprometimento com as garantias governamentais de direitos sociais e econômicos veio em um discurso ao Commonwealth Club em 23 de setembro de 1932, durante sua campanha. O discurso foi escrito com Adolf A. Berle, professor de direito corporativo na Universidade de Columbia . Uma passagem importante dizia:

A meu ver, a tarefa do governo na sua relação com as empresas é ajudar no desenvolvimento de uma declaração económica de direitos, de uma ordem constitucional económica. Esta é a tarefa comum do estadista e do homem de negócios. É o requisito mínimo de uma ordem de coisas mais permanentemente segura.
Durante toda a presidência de Roosevelt, ele retornou ao mesmo tema continuamente ao longo do New Deal. Também na Carta do Atlântico, um compromisso internacional foi assumido enquanto os Aliados pensavam em como "conquistar a paz" após a vitória na Segunda Guerra Mundial. O compromisso dos EUA com o não intervencionismo na Segunda Guerra Mundial, que terminou com a Lei Lend-Lease de 1941 e, posteriormente, com os ataques a Pearl Harbor, resultou na mobilização do estado de guerra. Os termos generosos do ato, em conjunto com o crescimento econômico dos EUA, foram essenciais para permitir que o país estabelecesse uma nova ordem global com a ajuda das potências aliadas após a guerra. Essa motivação para estabelecer uma nova ordem global forneceu a infraestrutura para a implementação de um padrão internacional de direitos humanos, visto na Segunda Declaração de Direitos e na Declaração Universal dos Direitos Humanos . A proposição de Akira Iriye de que os EUA desejavam transformar o Pacífico do pós-guerra à sua própria imagem é representativa do desejo mais amplo de elevar os padrões globais aos dos EUA, alimentando os ideais do Excecionalismo Americano . O efeito de uma democratização mais ampla e da reforma social é divulgado em O Fim da História e o Último Homem , de Francis Fukuyama .

## Discurso de Roosevelt
Durante a mensagem de Roosevelt ao Congresso sobre o Estado da União, em 11 de janeiro de 1944, ele disse o seguinte: 

É nosso dever agora começar a traçar os planos e determinar a estratégia para a conquista de uma paz duradoura e o estabelecimento de um padrão de vida americano mais alto do que nunca. Não podemos ficar contentes, não importa quão alto esse padrão geral de vida possa ser, se alguma fração do nosso povo — seja um terço, um quinto ou um décimo — estiver mal alimentada, mal vestida, mal alojada e insegura.

Esta República teve o seu início e cresceu até à sua força atual sob a proteção de certos direitos políticos inalienáveis — entre eles o direito à liberdade de expressão, imprensa livre, culto livre, julgamento por júri, liberdade de buscas e apreensões irracionais. Eles eram os nossos direitos à vida e à liberdade.
À medida que a nossa nação cresceu em tamanho e estatura, no entanto — à medida que nossa economia industrial se expandiu — esses direitos políticos se mostraram inadequados para nos garantir igualdade na busca pela felicidade.
Chegamos a uma clara compreensão do fato de que a verdadeira liberdade individual não pode existir sem segurança econômica e independência. "Homens necessitados não são homens livres." Pessoas que estão com fome e sem emprego são o material de que as ditaduras são feitas.
Em nossos dias, essas verdades econômicas se tornaram aceitas como auto evidentes. Aceitamos, por assim dizer, uma segunda Declaração de Direitos sob a qual uma nova base de segurança e prosperidade pode ser estabelecida para todos — independentemente de posição, raça ou credo.
Entre elas estão:
- O direito a um emprego útil e remunerado nas indústrias, lojas, fazendas ou minas da nação;
- O direito a ganhar o suficiente para fornecer comida, roupas e recreação adequadas;
- O direito de todo fazendeiro de criar e vender seus produtos com um retorno que dará a ele e sua família uma vida decente;
- O direito de todo empresário, grande e pequeno, de negociar em uma atmosfera de liberdade de concorrência desleal e dominação por monopólios em casa ou no exterior;
- O direito de toda família a uma casa decente;
- O direito a cuidados médicos adequados e a oportunidade de alcançar e desfrutar de boa saúde;
- O direito à proteção adequada contra os medos econômicos de velhice, doença, acidente e desemprego;
- O direito a uma boa educação.

Todos esses direitos significam segurança. E depois que essa guerra for vencida, devemos estar preparados para avançar, na implementação desses direitos, para novas metas de felicidade e bem-estar humanos.

O próprio lugar legítimo da América no mundo depende em grande parte de quão completamente esses e direitos semelhantes foram levados à prática para todos os nossos cidadãos. Pois a menos que haja segurança aqui em casa, não pode haver paz duradoura no mundo.

## Filmagem encontrada

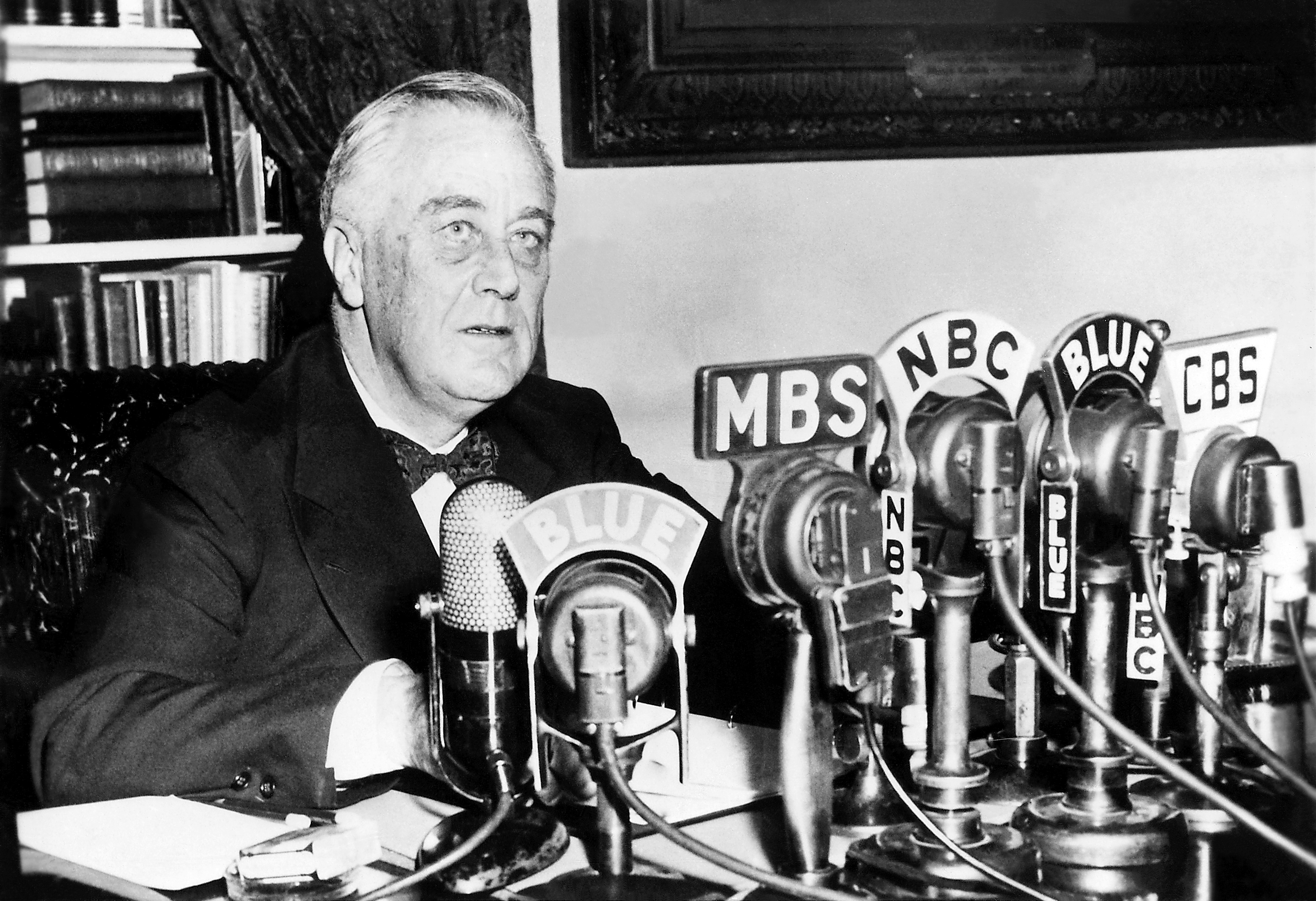
"Fireside Chat" sobre o Estado da União (11 de janeiro de 1944)

Roosevelt apresentou o discurso do Estado da União de 11 de janeiro de 1944 ao público no rádio como se fosse uma das suas fireside chats na Casa Branca:
Hoje enviei a minha Mensagem Anual ao Congresso, conforme exigido pela Constituição. É meu costume entregar essas Mensagens Anuais pessoalmente, e elas foram transmitidas para a Nação. Pretendi seguir esse mesmo costume este ano. Mas, como muitas outras pessoas, eu tive uma "gripe" e, embora esteja praticamente recuperado, meu médico simplesmente não me deixou sair da Casa Branca para ir ao Capitólio. Apenas alguns jornais dos Estados Unidos podem publicar a Mensagem na íntegra, e estou ansioso para que o povo americano tenha a oportunidade de ouvir o que recomendei ao Congresso para este ano tão fatídico em nossa história — e as razões para essas recomendações. Aqui está o que eu disse ...
Ele pediu que as câmeras do noticiário filmassem a última parte do discurso, referente à Segunda Declaração de Direitos. Acreditava-se que esta filmagem estava perdida até ser descoberta em 2008 na Carolina do Sul por Michael Moore enquanto pesquisava o filme Capitalismo: Uma História de Amor . A filmagem mostra o discurso da Segunda Declaração de Direitos de Roosevelt na íntegra, bem como uma cena dos oito direitos impressos em uma folha de papel.

## Renascimento
Após a morte de Roosevelt em 1945, a administração do presidente Harry Truman comprometeu, em poucos anos, o New Deal. O vice-presidente do terceiro mandato de FDR, Henry Wallace, lançou uma candidatura presidencial em 1948 com um novo partido. A plataforma do Partido Progressista promoveu a Carta de Direitos Económicos abandonada pelo partido da oposição.
Em julho de 1960, na Convenção Nacional Democrata, o partido nomeou John F. Kennedy para presidente e Lyndon Johnson para vice-presidente. Na plataforma, endossou a Carta de Direitos Econômicos.
O líder dos direitos civis Martin Luther King Jr., um defensor da justiça económica muito antes da histórica Marcha sobre Washington de 1963, fez lobby a favor do projecto de lei dos direitos económicos num ensaio da revista Look de 1968, publicado após o seu assassinato. Os principais activistas do movimento dos direitos civis, A. Philip Randolph e Bayard Rustin, elaboraram em 1966 um “Orçamento da Liberdade” para todos os americanos .
Em 2004, o jurista Cass Sunstein apelou a um renascimento da visão não cumprida de FDR no seu livro, The Second Bill of Rights: FDR's Unfinished Revolution and Why We Need It More than Ever (A Segunda Declaração de Direitos: A Revolução Inacabada de FDR e Por que Precisamos Mais Dela do Que Nunca ).
No outono de 2009, Capitalism: A Love Story, de Michael Moore, apresentou a Segunda Declaração de Direitos aos espectadores e gerou imprensa nacional e até internacional.
Na sua campanha primária presidencial de 2020, o senador progressista de Vermont Bernie Sanders promoveu uma Carta de Direitos do Século XXI.
Em 2022, o Prof. Harvey J. Kaye e Alan Minsky dos Democratas Progressistas da América (PDA) lançaram uma campanha para uma Carta de Direitos Económicos moderna e expandida para o século XXI. Na sua convenção de 2022, o Partido Democrata de Massachusetts aprovou a proposta do PDA.
Na sua campanha primária presidencial de 2024, a candidata do Partido Democrata Marianne Williamson apresentou a Declaração de Direitos Económicos do Século XXI na sua plataforma, entrevistas e discursos.